# Johan Creutz
Johan Creutz, född 1651 i Åbo, död 1726 i samma stad, var en svensk greve (1719) och riksråd. Han var son till Lorentz Creutz d.ä., bror till Lorentz Creutz d.y. och Carl Gustaf Creutz, farfar till Gustaf Philip Creutz.
Creutz tjänade som ung under flera år i engelska flottan, återvände hem 1674 och blev först major i svenska flottan med deltog senare som överstelöjtnant vid dragonerna i Henrik Horns tåg till Preussen. Han lämnade därefter krigstjänsten, blev 1680 lagman i Karelen och 1703 landshövding i Nylands och Tavastehus län. När södra Finland under Stora nordiska kriget intogs av Ryssland 1713 begav sig Creutz över till Sverige. Han var lantmarskalk vid 1713/14 års riksdag och slöt sig som sådan till oppositionen mot enväldet och kriget, men fick därför av rådet en varning. År 1719 upptogs Creutz i Sveriges riksråd, deltog i bildandet av det nya statsskicket, upphöjdes i grevligt stånd och blev president i Åbo hovrätt. Han kunde dock inte tillträda denna post förrän efter freden i Nystad år 1721.